# Scioto River

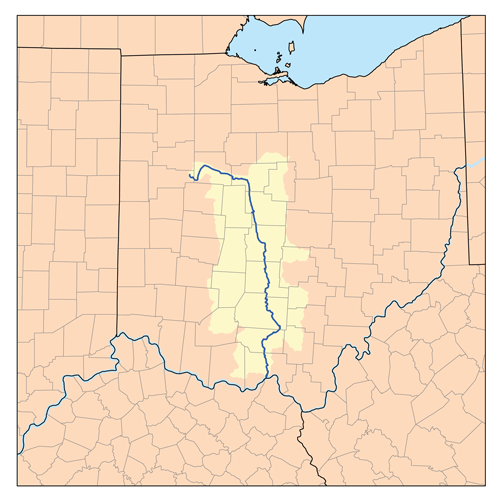
Karta som visar Scioto Rivers avrinningsområde.

Scioto River är en 372 km lång biflod till Ohiofloden i södra och mellersta Ohio. Den är för grund för modern fartygstrafik, men är av betydelse för det rörliga friluftslivet och som dricksvattentäkt.